# 安達ヶ原ふるさと村
安達ヶ原ふるさと村（あだちがはらふるさとむら）は福島県二本松市にあるテーマパークである。

## 概要
安達ヶ原の鬼婆伝説をモチーフとして1993年7月に、鬼婆伝説ゆかりの寺院である観世寺に隣接してオープンした。園内のシンボルとして高さ31mの五重塔（RC造）が聳えている。開業当時は大人1人1000円の入場料が必要であったが、2007年4月より無料化された（それに伴い園内のいくつかの施設が閉鎖された）。2014年12月5日には2011年3月11日に発生した東日本大震災に伴う福島第一原子力発電所事故を契機として小学生を対象とした屋内運動場である「げんきキッズパークにほんまつ」が園内に設置された。敷地面積は2万3000坪を誇り、園内には二本松市の歴史や文化を紹介する資料館、市北部の上川崎地区の特産品である和紙作りの体験施設、明治時代初期の農家の家屋や水車小屋などがある。園内に植えられている彼岸花は21万6千本にのぼり、曼珠沙華まつりが毎年9月に開催される。
施設のイメージキャラクターとして鬼婆をデフォルメしたバッピーちゃんが用いられている。現在用いられているものはよりデフォルメが強くなった2代目のもの。

## 施設
- 絹の家 - 福島県北地方で盛んだった養蚕業について当時の道具を展示し作業工程を解説している。
- 農村生活館 - 明治時代初期に建築されたとされる2階建ての農家の家屋が移築されている。
- 武家屋敷
- 茶室
- 先人館 - 二本松市周辺の郷土の偉人に関する展示が行われている。別途入館料が必要（大人200円、小中学生100円）。
- 農特産売店
- 子供館
- げんきキッズパークにほんまつ
- ピエール君のお部屋（軽食などを販売する売店）
- よってっ亭（レストラン）

現存しないもの
- 黒塚劇場 - 精巧な老婆のロボットが語り部となり、安達ヶ原の鬼婆伝説を上演していた[2]。施設の無料化に伴い閉鎖。

## 利用
- 定休日 - 無休（12月～3月は毎週木曜日定休）
- 営業時間 - 9:00～17:00

## 交通
- JR東北本線二本松駅より福島交通バスで15分、タクシーで10分。
- 東北自動車道二本松インターチェンジより車で約10分。

## 周辺
- 供中口古戦場跡